# Geodinámica

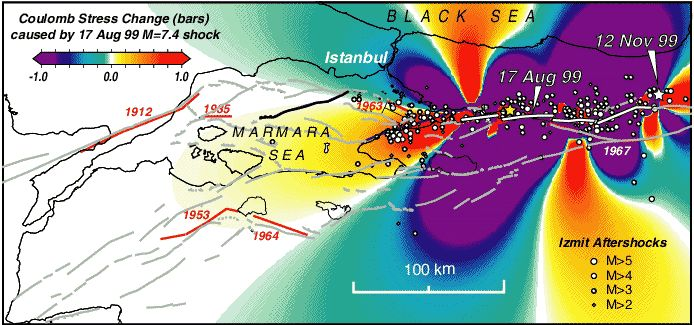
Sismicidad del noroeste de Turquía (terremoto de Izmit del 11 de diciembre de 1999).

La geodinámica es la rama de la geología que estudia los agentes o fuerzas que intervienen en los procesos dinámicos de la Tierra. Se divide en geodinámica interna (o procesos endógenos) y geodinámica externa (procesos exógenos de la superficie terrestre).

## Geodinámica interna
La geodinámica interna estudia las transformaciones de la estructura interna de la Tierra en relación con las fuerzas que actúan en su interior, usando técnicas de prospección (técnicas geofísicas). Las técnicas geofísicas más frecuentes son:
- análisis de ondas sísmicas (sismología)
- medidas de GPS de alta precisión
- estudios geológicos estructurales de campo
- datación de muestras rocosas
- cuantificación de las tasas de erosión con base en el contenido isotópico en muestras de roca
- simulación computacional de procesos

El avance más importante en el campo de la geodinámica interna ha sido la aceptación, en los años 1960-1980, del concepto tectónica de placas (geotectónica), basado en la teoría de la deriva continental, postulada por Alfred Wegener en 1912.

## Características
- Actúan desde el interior de la Tierra.
- Actúan en contra de la gravedad.
- Forman relieves.
- Lo realizan fuerzas internas o geológicas.
- Son procesos muy lentos (millones de años).
- Se originan en el manto superior o astenosfera.

## Causas
- Calor interno de la Tierra.
- Las corrientes convectivas: del núcleo y del manto.
- Teoría de la isostasia.

## División

### Diastrofismo o tectonismo

#### Orogénesis
Son movimientos horizontales de las placas tectónicas y afectan áreas largas y angostas. 
PlegamientoEs cuando la placa sufre un arrugamiento debido a las fuerzas laterales.
- Anticlinal: Parte elevada que formará montañas, cordilleras y nevados.

- Sinclinal: Parte hundida que formará valles y grandes depresiones.

FallaEs cuando una placa rígida sufre un rompimiento ante las fuerzas laterales.
- Horst: Parte elevada que formará mesetas o altipampas y montañas.

- Fosa tectónica o graben: Parte hundida que formará valles de hendiduras o de Rift.

#### Epirogénesis
Son movimientos verticales de las placas tectónicas y afectan áreas extensas. 
Forman tablazos, depresiones y continentes.
Es explicada por la teoría de la isostasia que es el equilibrio entre la corteza continental y la oceánica.

### Magmatismo o vulcanismo

#### Intrusivo o plutónico
Es cuando el magma se desplaza y consolida al interior de la corteza.
Plutones discordantesSon aquellos donde el plutón cruza una estructura de rocas antiguas
- Batolito: Son grandes masas de magma solidificada debajo de las cordilleras. Ejemplo: Batolito de la cordillera de los Andes peruanos.

- Dique (geología), veta o filón: Es la consolidación del magma rellenando cavidades verticales. Ejemplo: Los diques de la Costa Verde - Lima, Perú

Plutones concordantesSon aquellos cuyas márgenes son paralelas a los estratos rocosos.
- Lacolito: Consolidación del magma en forma horizontal, paralela a los estratos. Ejemplo: Montaña de Tierra Victoria - Antártida

- Sill o manto de lava: Consolidación del magma entre los estratos horizontales en forma de hongo. Ejemplo: El cerro San Cristóbal - Lima, Perú

#### Extrusivo o volcánico
Es cuando el magma se desplaza y se consolida al exterior de la corteza.
Ejemplos: Volcanes, géiser y aguas termales.

### Sismoso seísmos
Son movimientos de la corteza. Si se producen con mayor intensidad, se llaman terremotos.

#### Causas
- Tectónica: Se producen choques de placas. En el Perú, los sismos se producen por el choque entre la placa Sudamericana y la de Nazca.
- Volcánica
- Hundimiento
- Explosiones atómicas: Generado por el hombre

#### Focos u orígenes
Hipocentro
- Origen real del sismo
- Origen de la energía liberada (magnitud)
- Origen de las ondas sísmicas S y P.

Epicentro
- Se ubica en la superficie, en la vertical del hipocentro.
- Punto de mayor destrucción que generan las ondas sísmicas en la superficie (intensidad).
- Origen de las ondas terminales o superficiales (ondas L) que se desplazan por la superficie.

#### Ondas sísmicas
Internas
- P: Llamadas ondas longitudinales. Son rápidas. Recorren los sólidos, líquidos y gaseosos.

- S: Llamadas ondas transversales o de cizallas. Recorren solo los sólidos (no penetran el núcleo).

Externas
- L:

Ondas de Love: Se mueven en un plano horizontal, en ángulo recto en dirección a las ondas de propagación.
Ondas de Rayleigh: Siguen una órbita elíptica en un plano vertical, o sea en la generación del sismo.

#### Escalas
Escala de Richter
- Mide la energía liberada o magnitud
- Se calcula entre 2 a 6,9 grados.

Escala de Mercalli
- Mide el grado de destrucción o intensidad.
- Se calcula por niveles: de I a XII.

Escala de magnitud de momento (Mw)
- Mide y compara sismos
- Puede calcular sismos por encima de 6,9 grados.

#### Principales zonas sísmicas
Zona circumpacífica
- Llamado anillo o cinturón de Fuego del Pacífico
- Lugar donde ocurre la mayor cantidad de sismos.

Zona Mediterráneo-Asiática
Zona Índica

## Geodinámica externa
En la geodinámica externa intervienen los factores y fuerzas externas de la Tierra (viento, agua, hielo, etc..), ligada al clima y a la interacción de este sobre la superficie o capas más externas. Sobre el compendio de metodologías y técnicas que pueden emplearse sobre las "formas del relieve" (geomorfología), y sobre algunos de sus agentes, como el agua (hidrogeología).

## Características
- Actúan sobre la corteza, como agente modelador.
- Actúan a favor de la gravedad
- Modifican relieves
- Lo realizan las fuerzas geográficas
- Son rápidos

## Causas
- Fenómenos del tiempo y clima
- Gravedad
- Energía solar

## División

### Meteorización o intemperismo
Es la desintegración y descomposición de las rocas y minerales.

#### Física o Mecánica
Desintegración de las rocas y minerales. 
- Termoclastia: Partimiento de las rocas por acción del calor. Agente: calor o temperatura
- Crioclastia: Partimiento de las rocas cuando el agua dentro de una roca se solidifica. Agente: hielo
- Haloclastia: Partimiento de las rocas por la cristalización interna de la sal. Agente: sal
- Bioclastia: Partimiento de las rocas por acción de los seres vivos. Agente: seres vivos

#### Química
Descomposición de las rocas y minerales. Los agentes son el agua y los ácidos.
- Oxidación: Las rocas se descomponen cuando sus elementos se combinan con el oxígeno.
- Hidrólisis: Formación de barro o arcilla cuando el agua entra en contacto con una roca.
- Carbonatación: Las aguas subterráneas les quitan minerales a las rocas.
- Hidratación: Cuando la roca se vuelve blanda por acción del agua.

### Erosión
Es la modificación o modelación de la corteza. 
Procesos
- Desgaste o degradación
- Transporte
- Sedimentación, depósito o agradación.

#### Fluvial
Acción de los ríos 
Degradación fluvial
- Cañón
- Pongo (geografía)
- Valle en V
- Cascada
- Catarata
- Meandro

Depositación fluvial
- Valle en abanico (en la costa)
- Cono de deyección o conos aluviales
- Delta (río)
- Estuario
- Terraza fluvial (en la selva alta)

#### Kárstica
Acción de los ríos subterráneos
Degradación kárstica
- Cuevas o grutas
- Sumideros o dolinas (no hay en Perú)

Depositación kárstica
- Estalactita (arriba)
- Estalagmita (abajo)
- Estalagnato (estalactita + estalagmita)

#### Eólica
Acción del viento
Degradación eólica
- Bosque de piedra
- Pedestal

Depositación eólica
- Duna
- Loes

#### Marina
Acción del mar
Degradación marina
- Golfo
- Bahía
- Ensenada
- Península
- Punta
- Cabo (geografía)
- Barranco
- Acantilado marino
- Estrecho
- Istmo
- Caverna marina
- Farallón

Depositación marina
- Playa
- Barra (relieve)
- Tómbolo

#### Glaciar
Acción glaciar
Degradación glaciar
- Circo glaciar
- Valle en U
- Fiordo (no hay en Perú)

Depositación glaciar
- Morrena

#### Pluvial
Acción de la precipitación
- Mayor precipitación ---> Mayor erosión
- Menor precipitación ---> Menor erosión

## Más información
- Jolivet, Laurent; Nataf, Henri-Claude; Aubouin, Jean (1998). Geodynamics. Taylor & Francis. ISBN 9789058092205.
- Turcotte, D.; Schubert, G. (2002). Geodynamics (2nd edición). Nueva York: Cambridge University Press. ISBN 0-521-66186-2.